# 一番町 (千代田區)
一番町（日语：／ Ichibanchō */?）是東京都千代田區的町名，屬麴町地區。尚未實施住居表示。郵遞區號102-0082。

## 地理
位於皇居西側，介於吹上御所和內堀通之間。東邊有英國駐日大使館。半藏濠旁的千鳥淵公園是知名賞櫻名所。町內除了行政機關外，其他大多是公寓。

## 歷史
明治時代，此地因鄰近中央政府機關與皇居，包括山縣有朋在內的多位政府官員與華族定居於此。
1872年（明治5年），英國大使館遷至此地。1900年（明治33年）、津田梅子創立女子英學塾（現津田塾大學）。
一番町也孕育出許多文化人，如在此出生的小說家、劇作家、畫家武者小路實篤，而作曲家瀧廉太郎、山田耕筰則是此地居民。

### 地名由來
因護衛將軍的「一番組」住所而得名。
江戶時代，旗本中負責直接護衛將軍的稱為大番組，大番組的住所稱為番町。大番組設立當初分一番組至六番組，就是現在一番町至六番町的前身。事實上，例如一番町還可細分為堀端一番町、新道一番町等，江戶時代的大番組編號與現在町數有所差異。

### 沿革
- 1873年－多個一番町合併為現在的一番町。
- 1933年－三番町擴張，一番町屬三番町。當時的上二番町為一番町。
- 1938年－五番町與元園一丁目編入一番町。

## 人口
2017年（平成29年）12月1日的戶數與人口如下。
| 町丁   | 戶數    | 人口    |
| ------ | ------- | ------- |
| 一番町 | 1,644戶 | 3,545人 |

## 學區
區立中小學學區如下。此外，千代田區的中學校採用學校選擇制度，學生可選擇區內所有學校就讀。
| 番地 | 小學校               | 中學校                                        |
| ---- | -------------------- | --------------------------------------------- |
| 全域 | 千代田區立麴町小學校 | 千代田區立麴町中學校 千代田區立神田一橋中學校 |

## 交通
鐵路
- 東京地下鐵半藏門線 ○半藏門站 - 設有出入口。（所在地：麴町）

道路
- 内堀通

## 設施
- 全國町村議員會館（日语：全国町村議員会館）（地方自治情報中心（日语：地方自治情報センター））
- 英國大使館
- 巴拉圭大使館
- 女子學院中學校、高等學校（日语：女子学院中学校・高等学校）
- 錢高組（日语：錢高組）本社·東京支社－登記的本社是大阪府大阪市西區的本社·大阪支社。
- 寶島社－本社所在地
- 株式會社日本綜合研究所（日语：日本総合研究所 (株式会社)）東京本社
- 日本相機博物館（日本カメラ博物館）

## 外部連結
- 千代田區* （页面存档备份，存于）